# Mata Nui
La isla de Mata Nui es un lugar ficticio encontrado en la línea argumental de la serie Bionicle de LEGO.
La isla de Mata Nui es donde habitan los toa, los matoran, los turaga, bestias rahi y la mayoría de seres de metru Nui después del Gran Cataclismo. Cuando los Toa Metru llevaron a cabo el Gran Rescate, el destino era una isla que había más allá de la Gran Barrera. Los Toa Metru vieron cómo Makuta había sido liberado del sello de protodermis, por lo cual, los pudo seguir. Pronto llegarían seis nuevos Toa a la isla...
La isla tiene seis aldeas, cada una de las cuales posee características muy marcadas, con distintos climas y terrenos que son compatibles con los poderes elementales de cada uno de los Toa de la isla. Estas son: 
- Ta-Koro, aldea del fuego, situada en el centro de la isla y esta misma tiene un volcán en su mismo centro como parte primordial de toda la isla. Sus habitantes viven en casas hechas a base de lava fría y la mayoría puede surfear sobre esta cuando está hirviendo.
- Po-Koro, aldea de piedra, es donde viven muchos grandes arquitectos. La mayor parte de esta aldea es desértica y sin vegetación, así que sus habitantes están acostumbrados a las tormentas de arena.
- Ko-Koro, aldea de hielo. La mayoría de sus habitantes son bastante reservados y no son muy amigables, las ciudades se encuentran en los picos más altos de sus montañas y sus casas están hechas a base de hielo, como iglúes,
- Onu-Koro, aldea de tierra, esta aldea en particular se encuentra bajo tierra y todos sus habitantes trabajan buscando minerales y piedras para la construcción de más túneles para ampliar su aldea,
- Ga-Koro, aldea de agua. Se sitúa en una estrecha costa porque lo demás de su territorio es la playa y el mar abierto, en donde han construido caminos con plantas, y sus casas están suspendidas sobre el agua.
- Le-Koro, aldea del aire. Se ubica en lo más hondo de la selva y el bosque de la isla, alberga todo tipo de Bestias Rahi y sus viviendas se encuentran en las copas de los árboles.

- Datos: Q3298162